# Black Dahlia
Black Dahlia (The Black Dahlia) è un film del 2006 diretto da Brian De Palma.
Il soggetto è tratto dal romanzo Dalia Nera (The Black Dahlia) del 1987 di James Ellroy, ispirato a sua volta alla vera storia del misterioso omicidio di Elizabeth Short.

## Trama
Los Angeles, 1946. I piani alti della polizia stabiliscono che i detective ed ex pugili Dwight "Bucky" Bleichert e Leland "Lee" Blanchard, dopo essersi impegnati in un incontro di boxe per aumentare il sostegno pubblico al dipartimento, facciano coppia nelle investigazioni, e ciò li fa legare molto. Lee presenta il nuovo partner alla sua ragazza, Kay Lake, che cerca invano di sedurre Bucky dopo avergli rivelato la totale assenza di passione tra lei e Lee. La donna è stata peraltro marchiata con la sigla "BD" che sta per Bobby DeWitt, gangster il cui arresto con successiva condanna per rapina in banca ha segnato la carriera di Lee.
Il 15 gennaio 1947 viene ritrovato il corpo smembrato di Elizabeth Short, soprannominata dalla stampa "la Dalia Nera". Entrambi i detective si mettono subito sulle tracce di un sospetto, l'assassino pedofilo Raymond Nash, e durante le ricerche Lee dà il via a una sparatoria in cui fredda alcuni sospetti armati. Nonostante l'incidente, i due sono incaricati di proseguire col caso Short.
Bucky scopre che Elizabeth era un'aspirante attrice apparsa in un film pornografico e che frequentava le lesbiche. Va dunque a cercare indizi e testimonianze in un locale frequentato da persone gay e rimane colpito dalla somiglianza tra la vittima dell'omicidio e una certa Madeleine Linscott, ragazza di famiglia importante. Ella dice a Bucky che era molto vicina a Elizabeth ma gli chiede di tenere il suo nome fuori dai giornali in cambio di favori sessuali. Lo presenta poi, quasi immediatamente, ai suoi ricchi genitori Emmett e Ramona; questi, durante una serata in compagnia, gli parlano anche di un amico di famiglia rimasto sfigurato dopo un fantomatico incidente, Georgie.
L'ossessione di Lee per la Dalia Nera lo porta a diventare violento nei confronti di Kay e assai scontroso verso Bucky, con cui ha un brutto scontro discutendo di Nash. Lo stesso Bucky rintraccia il pedofilo e lo uccide, poi si reca a casa del partner per riappacificarcisi ma scopre che si sta segretamente recando a un incontro che pare legato a DeWitt, da poco tornato in libertà: Kay infatti racconta che il detective aveva ricevuto un messaggio che faceva riferimento a quel caso. Bucky segue le indicazioni e arriva in un edificio dove trova il gangster in cima a un'alta rampa di scale subito prima che egli venga ucciso da Lee, poi quest'ultimo è assalito da un uomo che tenta di strangolarlo, infine sopraggiunge una quarta figura che taglia la gola al poliziotto. Lee e il misterioso individuo vengono quindi spinti dalla ringhiera e muoiono precipitando diversi piani sotto. Bucky assiste all'episodio senza riconoscere i due che volevano uccidere il suo partner.
Il dolore per la perdita di Lee spinge Bucky e Kay a fare sesso. La mattina dopo il detective trova dei soldi nascosti nel bagno di Lee; la donna rivela di esser stata la ragazza di DeWitt e che lui ne aveva abusato. Lee, all'epoca affiliato di Bobby, aveva salvato Kay derubando il gangster e arrestandolo; la sparatoria durante le ricerche di Nash era stata orchestrata dal poliziotto per uccidere un altro membro della banda ancora in vita. Bucky si rende conto che il suo partner era intenzionato a uccidere infine DeWitt e chiudere la faccenda una volta per tutte, e se ne va infuriato per tornare a casa di Madeleine, dove nota il dipinto di un clown. Kay lo segue e rimane sconvolta nel vedere la sorprendente somiglianza di Madeleine con la Dalia Nera.
Bucky inizia a mettere insieme i pezzi e ricorda che gli oggetti di scena in un altro film, L'uomo che ride, corrispondevano al set del film pornografico di Elizabeth. Nei titoli di coda della pellicola viene ringraziato Emmett Linscott e Bucky approfondisce una storia che ella ha raccontato su di lui circa vecchi set cinematografici utilizzati per costruire alloggi economici. In una fatiscente casa costruita da Emmett sotto l'insegna Hollywoodland, rinvenuta dopo l'asportazione della scritta "land", Bucky riconosce l'ambiente del porno di Elizabeth; nel fienile nella proprietà trova anche le prove che la sventurata è stata massacrata e uccisa lì seguendo il disegno di un "sorriso di Glasgow" che corrisponde al dipinto del clown a casa di Madeleine e agli raccapriccianti tagli incisi sul volto della giovane attrice.
Bucky torna a casa Lindscott per affrontare la ricca famiglia e Ramona gli rivela la sconvolgente verità: Madeleine ha come vero padre l'amico Georgie, che per questa relazione clandestina era stato poi sfigurato da Emmett pur rimanendo ai suoi servigi per stare vicino alla figlia. Georgie si era poi infatuato di Elizabeth mentre ne filmava il porno; Ramona, disturbata dall'idea che egli fosse attratto da una ragazza che somigliava così tanto a sua figlia, aveva invitato l'aspirante attrice nuovamente nella casa per ucciderla selvaggiamente. Prima che Bucky possa decidere cosa fare, Ramona si spara.
Pochi giorni dopo, ricordando che Lee aveva letto il nome di Madeleine sugli appunti di Bucky, questi fa visita alla sorella della donna, Martha, per sottoporle alcune domande. Viene a scoprire che Lee aveva saputo del torbido legame tra Madeleine ed Elizabeth e che ricattava Emmett con la minaccia di rivelarlo pubblicamente. Bucky trova Madeleine in uno squallido motel dove lei ammette di aver organizzato l'incontro tra Lee e DeWitt e di aver buttato giù dalla ringhiera dell'edificio sia il detective che il misterioso sicario, alias Georgie, per inscenare la tragedia e liberare dall'estorsione Emmett, di cui era amante. Bucky, sconvolto, le spara e poi va a casa di Kay.

## Produzione
Le riprese in esterno nella Los Angeles degli anni Quaranta sono state effettuate in loco; per la ricostruzione di ambienti interni la città è stata invece ricostruita presso i New Boyana Film Studios a Sofia in Bulgaria. 

## Curiosità
- In un cameo nel night club compare la celebre cantante canadese K.d. lang.
- In Italia il film era inizialmente vietato ai minori di quattordici anni, una successiva revisione ministeriale ha tolto tale divieto.
- Nella versione originale la voce del regista che fa il provino a Elizabeth è di Brian De Palma.[2]

## Distribuzione
Proiettato per la prima volta alla 63ª edizione della Mostra internazionale d'arte cinematografica di Venezia (della quale è stato il film inaugurale), negli Stati Uniti è uscito nei cinema il 15 settembre 2006 ed ha incassato 22.585.080 dollari, circa metà dei quali (10.005.895 dollari) nella prima settimana. In Italia è uscito nei cinema il 29 settembre 2006.

## Incassi
In Italia il film ha incassato un totale di 2.306.000 euro (859.410 dei quali solo nella prima settimana). Alla fine della sua programmazione il film ha totalizzato 49.392.692 dollari in tutto il mondo, coprendo a malapena il budget di produzione (50 milioni) e chiudendo in passivo per le spese di distribuzione e marketing. 

## Riconoscimenti
- 2007 - Premio Oscar
  - Nomination per la miglior fotografia a Vilmos Zsigmond
- 2007 - American Society of Cinematographers
  - Nomination per la migliore fotografia a Vilmos Zsigmond
- 2006 - Hollywood Film Awards
  - Fotografia dell'anno a Vilmos Zsigmond
- 2006 - Mostra internazionale d'arte cinematografica di Venezia
  - Nomination per il Leone d'oro al miglior film
- 2007 - Nastro d'argento
  - Migliore scenografia a Dante Ferretti
- 2007 - Golden Reel Award
  - Nomination per il miglior montaggio sonoro negli effetti sonori
- 2006 - Satellite Award
  - Nomination per la migliore fotografia a Vilmos Zsigmond
  - Nomination per i migliori costumi a Jenny Beavan